# Ayish Bayou
Ayish Bayou ist ein – vom Typ her nicht näher klassifizierter – Süßwasserfluss im San Augustine County in Osttexas. Seine aktuelle Länge beträgt 51 Kilometer. Die Quelle liegt 11 km nördlich der Bezirkshauptstadt San Augustine, die Mündung an einem Seitenarm des Sam Rayburn Reservoir, welches den Unterlauf des Einmündungsflusses Angelina River aufstaut. Der Name bezieht sich wahrscheinlich auf einen dort früher siedelnden Indianerstamm – die zur Hauptgruppe der Hasinai gehörenden Ais. Die Ayish-Bayou-Region gilt als frühestes Zentrum der angelsächsischen Besiedlung in Texas.

## Beschreibung

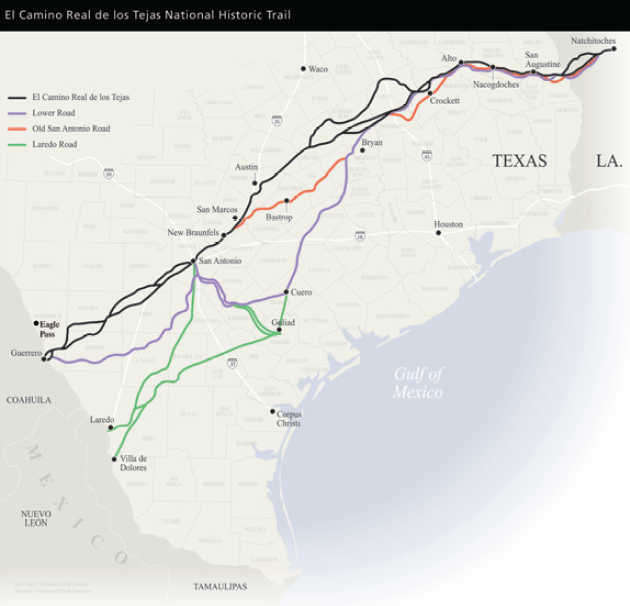
Lage San Augustine an der historischen Fernstraße El Camino Real de los Tejas (rechts oben)

Der Ayish Bayou ist das zentrale Fließgewässer des San Augustine County. Der – vom Charakter her eher einem Bach ähnelnde – Fluss entspringt im Norden des San Augustine County unweit der Grenze zum benachbarten Shelby County, durchfließt das County in Nord-Süd-Richtung und mündet nach rund 51 Kilometern in das Sam Rayburn Reservoir. Vor der Fertigstellung des Stausees im Jahr 1965 war der Flussverlauf mit 75 Kilometern ein gutes Stück länger. Bis zu diesem Zeitpunkt passierte der Unterlauf die Grenze zum südlich gelegenen Jasper County und mündete dort direkt in den Angelina River. Die durchschnittliche Höhe beträgt 50 Meter über dem Meeresspiegel. Die Ufer des Baches sind stark bewaldet; vorherrschende Flora sind Kiefern- und Hartholzbäume. Das umliegende Terrain ist eben bis leicht hügelig. Der lehmige Boden eignet sich sowohl für land- als auch forstwirtschaftliche Zwecke.
Mit Abstand die größte Ansiedlung am Fluss ist die Bezirkshauptstadt San Augustine. Der nächste Fluss in westlicher Richtung ist der Attoyac Bayou, welcher entlang der Grenze zum Nacogdoches County entlangführt. Nächster großer Fluss in östlicher Richtung ist der Sabine River, der die Grenze zwischen den US-Bundesstaaten Texas und Louisiana markiert. In West-Ost-Richtung wird der Ayish Bayou von zwei wichtigen Verbindungsstraßen passiert: dem State Highway 21, der durch San Augustine hindurchführt, und der Farm-to-Market-Road 83, welche den Fluss unmittelbar unterhalb seiner Einmündung in das Sam Rayburn Reservoir passiert.
Historisch war die Gegend um das Flussufer die früheste Region, in welcher sich aus den USA kommende angelsächsische Siedler dauerhaft niederließen. Die lokale Besiedlung setzte hier bereits Ende der 1810er-Jahre ein. 1826/27 war die kleine Siedlung Mit-Schauplatz einer kurzzeitigen Erhebung gegen die mexikanische Herrschaft – der sogenannten Fredonian Rebellion. 1834 konstituierten sich die Siedlungen im Flusstal als eigenständige kommunale Einheit mit dem Zentrum San Augustine – der Vorläufer des nach dem Texanischen Unabhängigkeitskrieg begründeten San Augustine County. Ein vorteilhafter Faktor in der frühen Erschließungsphase war die Lage am El Camino Real de los Tejas – einer über San Augustine, Nacogdoches und San Antonio führenden und auch unter dem Namen Old San Antonio Road bekannten Fernstraße, welche das (US-amerikanische) Louisiana mit der heutigen nordmexikanischen Provinz Coahuila verband.
Wie Osttexas insgesamt ist auch die Region um den Ayish Bayou stark von Holzabbau sowie Landwirtschaft mit den Schwerpunkten Milchwirtschaft und Hühnerhaltung geprägt. Landschaftlich stark verändert hat sich vor allem der ehemalige Unterlauf des Flusses – heute ein Seitenarm des Sam Rayburn Reservoirs. Ökologisch nachteilige Auswirkungen hatte die Stauung vor allem auf die Wasserqualität. Die osttexanische Wasserschutzbehörde Angelina & Neches River Authority weist seit der ersten Messung im Jahr 2000 konstant auf Bakterien-verursachte Beeinträchtigungen hin. Aufgrund der Nähe zum Sam Rayburn-Stausee sowie dem westlich der Flusseinmündung gelegenen Angelina National Forest spielen auch Natur-, Wassersport- und Erholungstourismus in der Region zwischenzeitlich eine nicht unbedeutende Rolle. Eine zentrale Anlaufstelle ist das San Augustine Civic and Tourism Center am Oberlauf des Flusses. Obwohl der Fluss auf dieser Höhe lediglich eine Durchschnittsbreite von drei Metern aufweist, weist das Ufer sowohl pflanzlich als auch von den hier präsenten Vogelarten – darunter Rotkardinal, Spottdrossel, Amerikanische Klippenschwalbe und Grauhäubchenmeise bis hin zu Rotschwanzbussard und Schwarzgeier – eine überdurchschnittliche Artenbreite auf.

Vogelarten im Flussgebiet
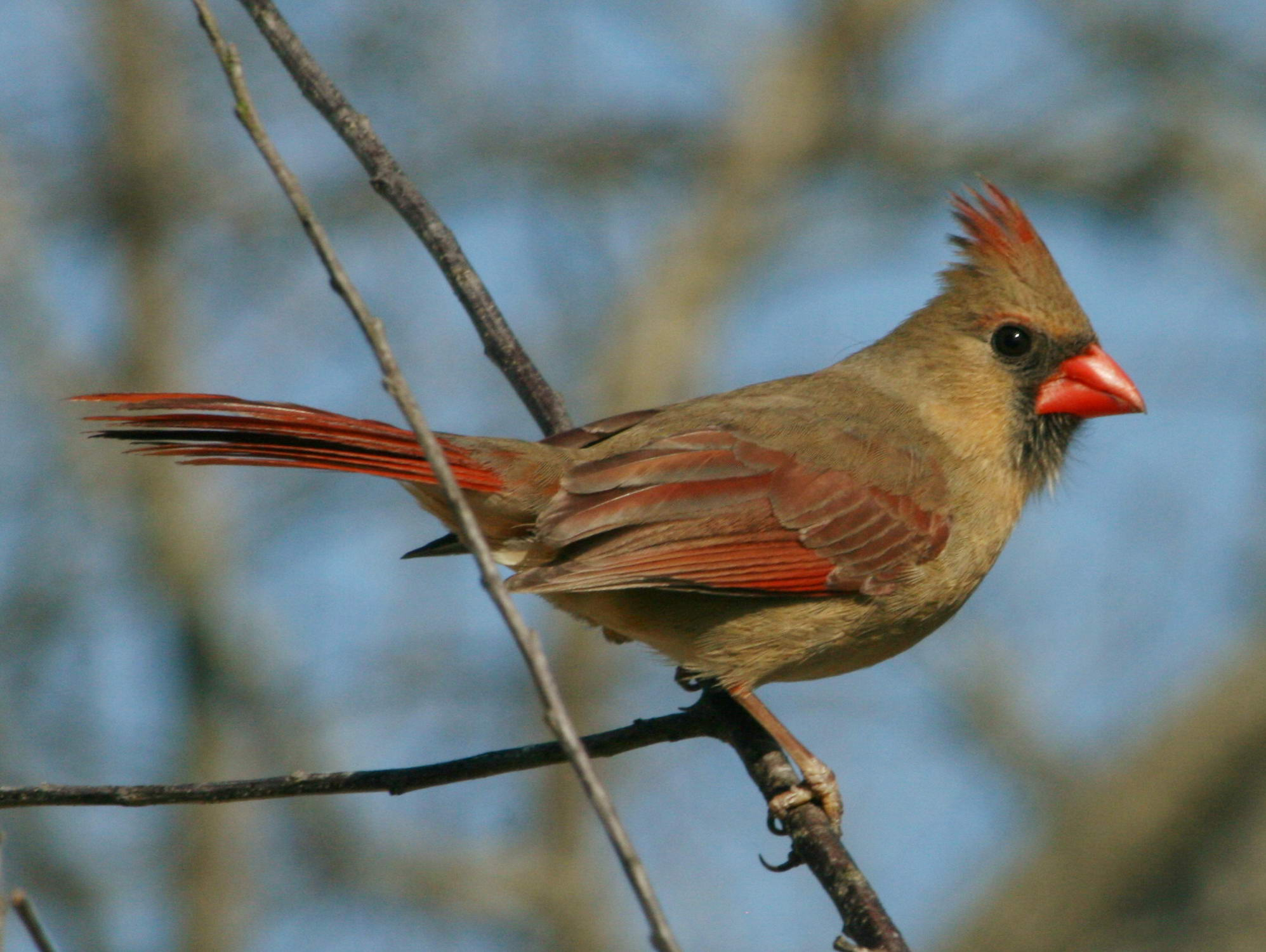
Rotkardinal
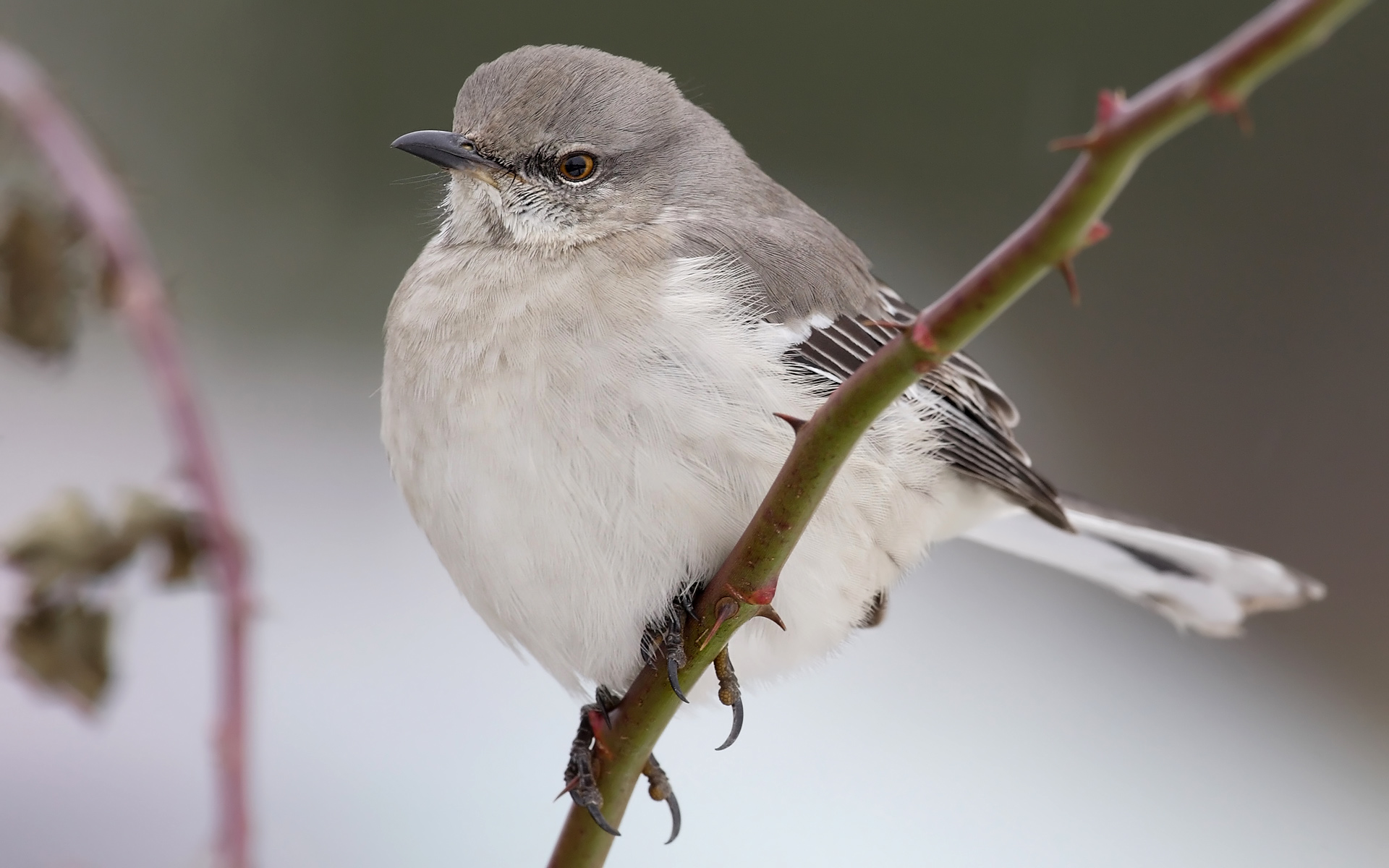
Spottdrossel
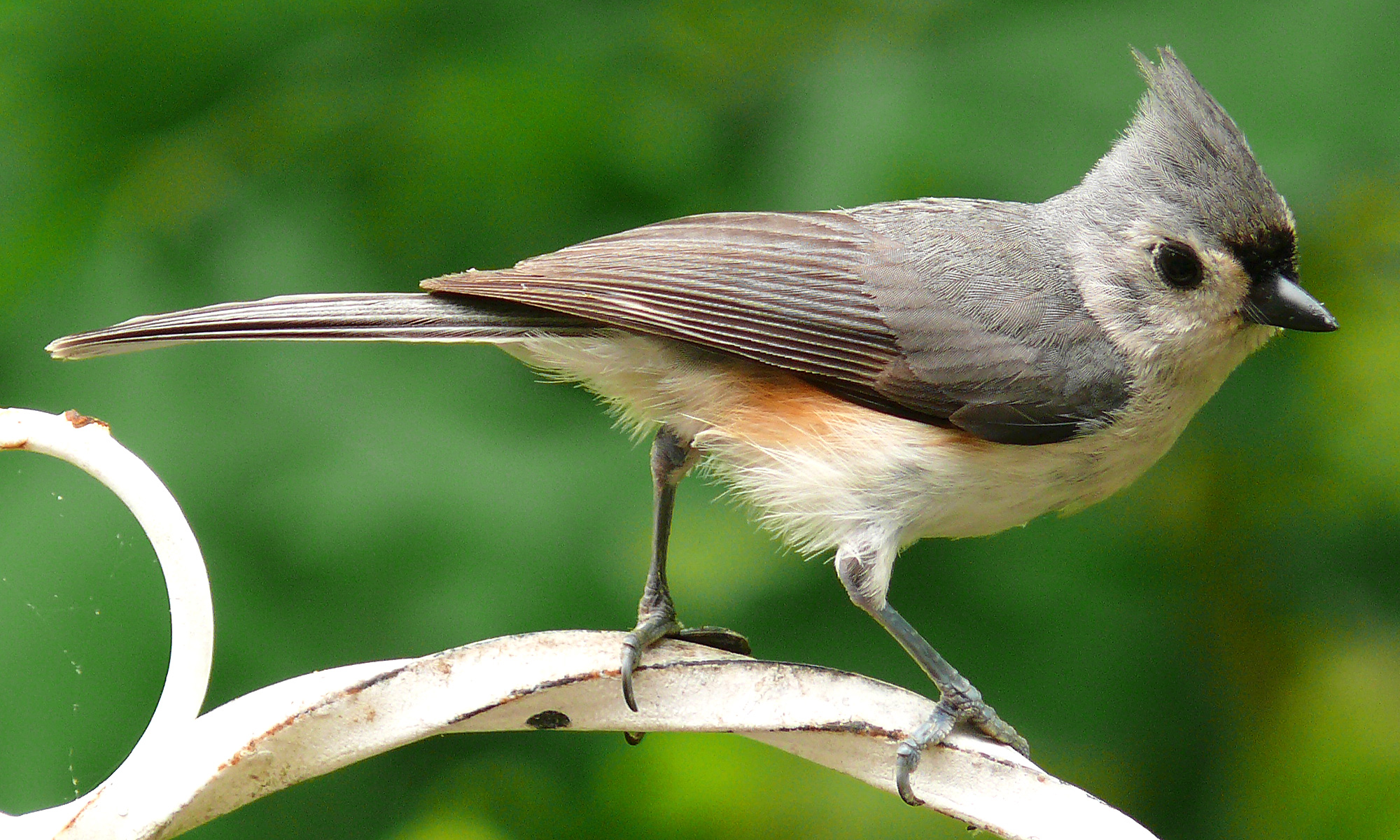
Grauhäubchenmeise
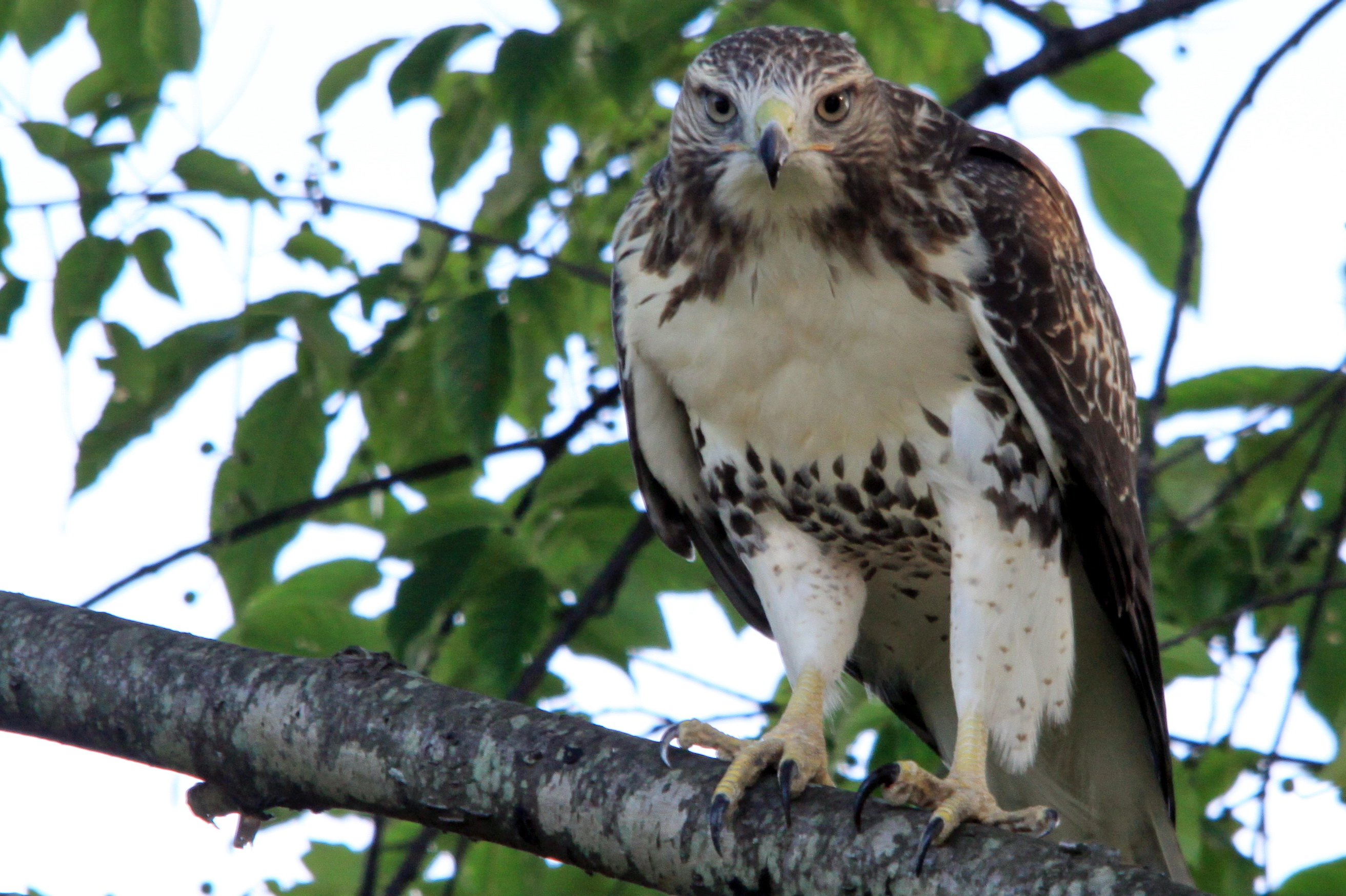
Rotschwanzbussard
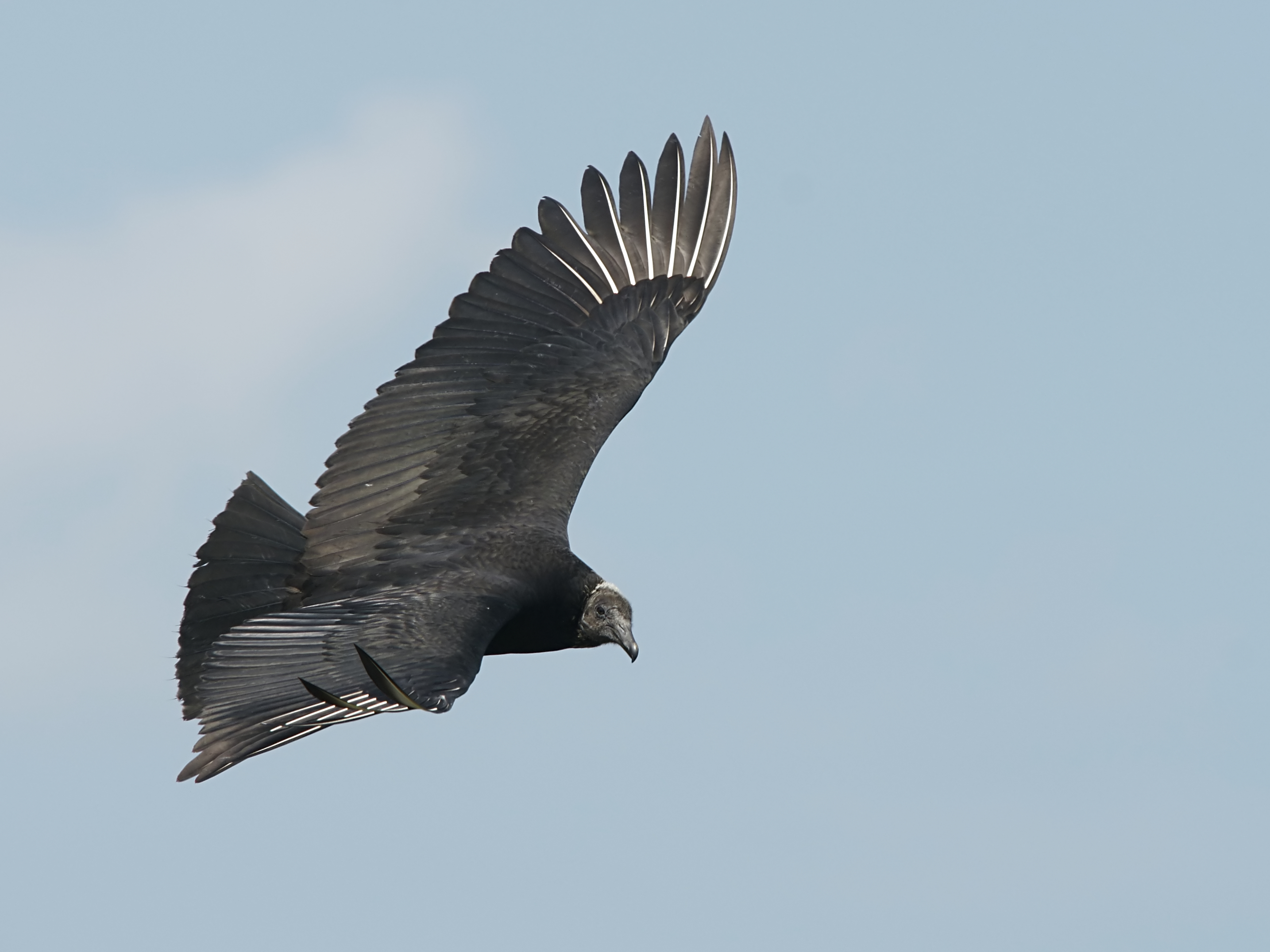
Schwarzgeier